# (15752) Éluard
(15752) Éluard, désignation internationale (15752) Eluard, est un astéroïde de la ceinture principale.

## Description
(15752) Éluard est un astéroïde de la ceinture principale. Il fut découvert par Eric Walter Elst le 30 janvier 1992 à l'ESO. Il présente une orbite caractérisée par un demi-grand axe de 3,16 UA, une excentricité de 0,23 et une inclinaison de 10,85° par rapport à l'écliptique.
Il fut nommé en hommage au poète français Paul Éluard (1895-1952).

## Compléments